# Alžbeta Barthová
Alžbeta Barthová, vdaná Pietorová (11. května 1938, Tiszaderszs, Maďarsko – 23. února 2004, Bratislava, Slovensko) byla slovenská herečka a manželka režiséra a herce Miloše Pietora.
V letech 1955–1957 studovala herectví na Akademii múzických umění v Praze. V letech 1957–1959 byla členkou Maďarského oblastního divadla v Komárně, 1959–1960 činohry Divadla Jonáše Záborského v Prešově, 1960–1962 činohry Divadla Jozefa Gregora Tajovského ve Zvolenu, 1962–1973 Divadlo Slovenské národní povstání v Martině a od roku 1973 členka činohry Nové scény v Bratislavě. Hrála menší role ve filmech a v televizi (Smrt Pavla Duchaj – 1969, Stůl pro čtrnácti – 1978, Bičianka z doliny – 1981).

## Filmografie
- 1967: Tri dcéry (Benedikta)
- 1969: Génius
- 1973: Dolina (šialena žena)
- 1975: Život na úteku
- 1976: Do posledného dychu
- 1976: Jeden stříbrný (Ilonka)
- 1977: Advokátka (Turajová)
- 1979: Hordubal
- 1979: Choď a nelúč sa (Gabajová)
- 1980: Živá voda (Homolíková)
- 1981: Člny proti prúdu (Donátová)
- 1981: Fénix (Helgina matka)
- 1983: Muž nie je žiaduci (gazdiná)
- 1984: Návrat Jána Petru (Cmorejka)
- 1987: Začiatok sezóny (Beta)
- 1989: Montiho čardáš